# Mariano de Gordaliza
Mariano de Gordaliza (Salta, Virreinato del Río de la Plata, 1778 - San Pedro, Confederación Argentina, ca. 1835) fue un abogado, hacendado, comerciante y político argentino que ejerció como teniente gobernador de la actual Provincia de Jujuy y gobernador de la Republiqueta de Tarija.

## Primer gobierno jujeño
Heredero de una rica familia salteña, era heredero de extensos terrenos en la zona de Orán. Estudió en la Universidad Mayor Real y Pontificia San Francisco Xavier de Chuquisaca, en la que se doctoró en leyes. Hacia 1805 se casó con una joven jujeña y se instaló en San Salvador de Jujuy. Tenía vínculos comerciales en Buenos Aires, y amistad con varios abogados independentistas en esa ciudad.
Tras la Revolución de Mayo, el doctor Juan José Castelli lo nombró teniente de gobernador de la jurisdicción de Jujuy. Su principal tarea fue militar, asegurando la llegada de tropas, cargas y correspondencia al Ejército del Norte, que operaba en el Alto Perú. Fue reemplazado por una junta de gobierno local en enero de 1811.
Durante los años siguiente fue asesor letrado del cabildo de la ciudad, y colaboró en el Éxodo Jujeño. En ocasión de posteriores invasiones realistas, organizó algunas partidas de gauchos independentistas para oponérseles.

## Segundo gobierno jujeño
En mayo de 1815, el cabildo salteño eligió gobernador de la Intendencia de Salta del Tucumán a Martín Miguel de Güemes. Casi simultáneamente, un cabildo abierto elegía teniente de gobernador de Jujuy a Mariano Gordaliza, y se negó a reconocer la autoridad de Güemes, en cuyo nombramiento no habían participado los jujeños. Fue un nuevo intento de obtener autonomía política para Jujuy, siguiendo la línea de la exigencia en ese sentido que el diputado jujeño a la Junta Grande, José Ignacio Gorriti, había formulado cuatro años antes. 
Durante varios meses, Jujuy se mantuvo de hecho apartada de la provincia de Salta; el Director Supremo José Rondeau y el gobierno de Buenos Aires apoyaron a Gordaliza, aunque solo para intentar debilitar la posición de Güemes. Pero en septiembre, tras obligar a los jujeños a negociar por medio de una amenaza de invasión, Güemes logró ser reconocido gobernador de toda la Intendencia.
Gordaliza organizó un regimiento de milicias para unirlo al Ejército del Norte, pero éste permaneció en Jujuy.
Tras la derrota de Sipe Sipe, Rondeau regresó dispuesto a vengarse de Güemes, que se había apoderado de la gobernación sin su autorización, y había obstaculizado la entrega de recursos militares al Ejército. Aprovisionó el Ejército en Jujuy, con ayuda de Gordaliza, y atacó en Salta a Güemes, que lo derrotó sin necesidad de combatir.
Güemes decidió no castigar a Jujuy ni a su gobernador Gordaliza, al que confirmó en el cargo tras unos meses de relaciones tirantes.
El regimiento organizado por Gordaliza pasó a ser uno de los núcleos más fieles de Güemes durante la Guerra Gaucha, y el teniente de gobernador colaboró lealmente con su jefe en la resistencia a las sucesivas invasiones realistas. En febrero de 1817 se retiró a Campo Santo ante una invasión realista que tomó la ciudad de Jujuy, que permaneció seis meses bajo ocupación realista. Cuando finalmente la ciudad fue recuperada, Güemes nombró teniente de gobernador a un cuñado suyo, desplazando a Gordaliza.

## Gobierno en Tarija
Durante muchos años, Gordaliza se instaló en Orán. Apoyó al partido opositor a Güemes, y tomó parte en la revolución de 1821 contra él. La derrota de esta revolución lo obligó a exiliarse en Tarija, donde fue acogido por la población y no fue molestado por los realistas.
En octubre de 1826, la legislatura salteña nombró Gobernador a Mariano de Gordaliza, quien tomó posesión en 28 de abril de 1826 y, ofreció su cargo en 18 de mayo, esto en reemplazo del pro-autonomista de Tarija, Ciriaco Díaz Vélez, con quien Gordaliza tenía confrontación política, ya que Gordaliza obedecía a las autoridades salteñas que se oponían a la autonomía de Tarija; el gobierno de Gordaliza, se basó principalmente en la reorganizar la cuestión militar y en organizar lo que dejaron los individuos que invadieron el 1825, aunque por su corta estadía no lo logró.
El irlandés Cnel. Francisco Burdett O'Connor y el pro-boliviano Cnel. Bernardo Trigo, quienes, anteriormente el 1825 invadieron y dieron un golpe de Estado en Tarija para anexarla a la República de Bolivia, por órdenes de Antonio José de Sucre; decidieron invadir por segunda vez y dar un segundo golpe de Estado, esta vez a Gordaliza; O'Connor y las milicias colombiana-boliviana, estaban asentados en Potosí para organizar la invasión. Gordaliza informado por emisarios, preocupado por no tener provisiones para una guerrilla, sospechó de que Eustaquio Méndez y Gabino Ibáñez estaban involucrado y eran en las obras de Bernardo Trigo, el 23 del mes de agosto por órdenes de Juan Antonio Álvarez de Arenales, arrestó a Méndez y a Ibáñez, un contingente de montoneros leales a los caudillos, dieron parte hacia Bernardo Trigo y este a Burdett O'Connor, ocuparon la ciudad militarmente, arrestaron y reprimieron a dirigentes tarijeños y, a la mayoría de la población que era pro-argentina, en esto llamaron a un presunto cabildo abierto, que era manipulado por Trigo, O'Connor y, que sólo participaron los montoneros exaltados por el arresto de Ibáñez y Méndez, se desplazó y expulsó a Gordaliza y, se nombró en su reemplazó y de manera de facto a Bernardo Trigo, todo esto ocurriendo el 26 de agosto de 1826, que presidió el traspaso ilegítimo de Tarija a la República de Bolivia.

## Tercer gobierno jujeño
Tras su regreso a Jujuy, el gobernador Gorriti lo nombró teniente de gobernador en Jujuy. Se mantuvo en ese cargo bajo el gobierno de su hermano, el canónigo Juan Ignacio Gorriti, y adhirió con entusiasmo la alianza de éste con el Partido Unitario y la firma del tratado que fundaba la Liga del Interior. Ejerció su último gobierno hasta febrero de 1831.
Pasó sus últimos años administrando la finca de su suegro en San Pedro de Jujuy, en la que se dedicó a la siembra, cosecha e industrialización de la caña de azúcar. No abandonó la provincia cuando ésta fue dominada por los federales, pero tampoco volvió a tener actuación política.
Murió en Jujuy hacia 1835.